# Angiolieri

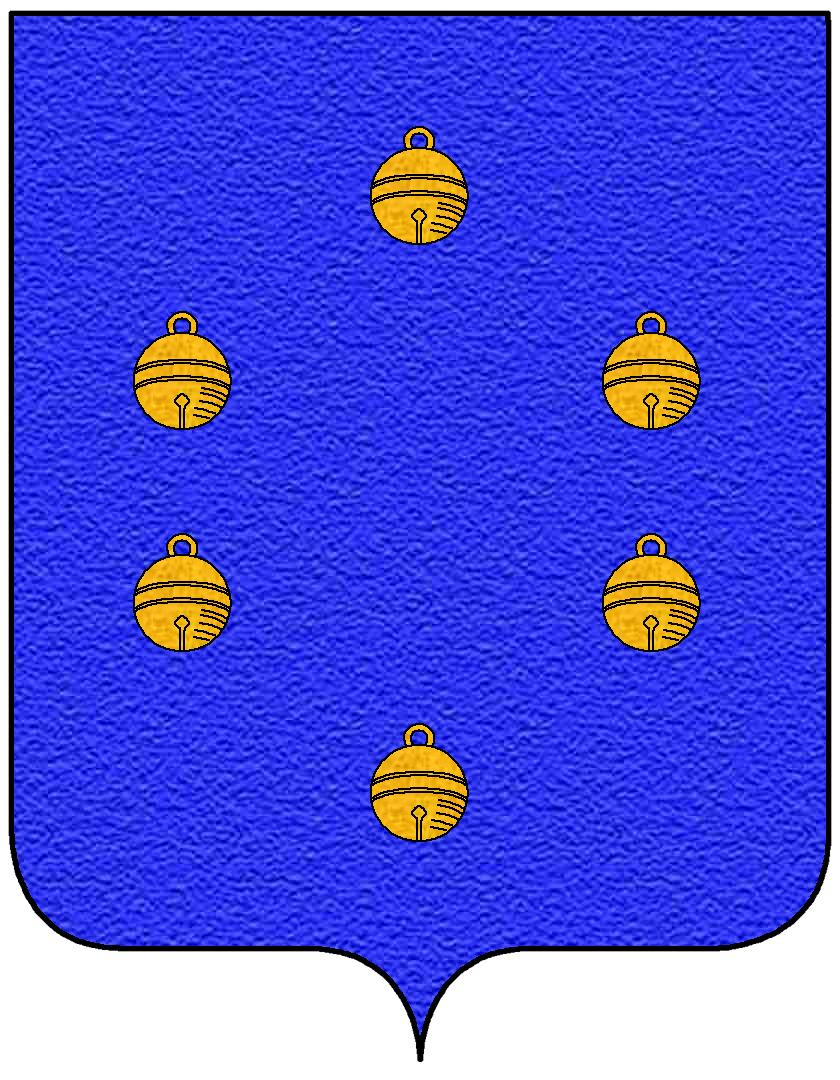
Stemma della famiglia Angiolieri

Gli Angiolieri furono una tra le più importanti e ricche famiglie del XIII secolo a Siena. Politicamente si schierarono dalla parte dei guelfi. 

## Storia
Tra i suoi componenti vi furono Angioliero Angiolieri detto Solafica, primo Rettore delle Arti, banchiere di papa Gregorio IX, e suo nipote Cecco Angiolieri.
La famiglia era imparentata con quella dei Bartolini Salimbeni, una cui componente, Lisa, aveva sposato il secondo Angioliero, figlio di Angioliero e padre di Cecco.
La famiglia si trasferì in Casentino, dove si estinse il ramo principale,  mentre quello secondario prese il nome di Fantoni, poi Fantoni degli Angiolieri.
A essa apparteneva la Torre degli Angiolieri, a Firenze in Borgo San Jacopo 30, in Oltrarno.